# 24 години на життя
24 години на життя — фантастичний бойовик 2017 року виробництва ПАР, Китаю та США. Режисер Браян Смрз.

## Про фільм
Під час чергового завдання гине кілер, на його совісті багато безневинних жертв.
Однак таємничим чином він повертається з потойбічного світу до життя.
Тепер у нього є тільки 24 години, щоб об'єднавшись з убивцею, від руки якого він прийняв смерть, спокутувати провину і врятувати свою душу. 

## Знімались
| Актор           | Роль          |
| --------------- | ------------- |
| Ітан Гоук       | Тревіс Конрад |
| Сюй Цін         | Лін Біссет    |
| Пол Андерсон    | Джим Морроу   |
| Рутгер Гауер    | Френк         |
| Тайрон Кео      | Кейт Зера     |
| Наталі Болтт    | Гелен         |
| Ліам Каннінгем  | Ветцлер       |
| Хакім Кає-Казім | Амагле        |
| Таня ван Граан  | Жасмін        |